# Proteuxoa obscura
Proteuxoa obscura är en fjärilsart som beskrevs av W. Warren 1914. Proteuxoa obscura ingår i släktet Proteuxoa och familjen nattflyn. Inga underarter finns listade i Catalogue of Life.